# Hedycarya neoebudica
Hedycarya neoebudica är en tvåhjärtbladig växtart som beskrevs av André Guillaumin. Hedycarya neoebudica ingår i släktet Hedycarya och familjen Monimiaceae. Inga underarter finns listade i Catalogue of Life.